# 2836 Sobolev
2836 Sobolev este un asteroid din centura principală, descoperit pe 22 decembrie 1978 de Nikolai Cernîh.